# Alice Volpi
Alice Volpi (født 15. april 1992) er en italiensk fægter.
Hun repræsenterede Italien ved sommer-OL 2020 i Tokyo, hvor hun vandt bronze i holdklassen.
Ved sommer-OL 2024 i Paris vandt hun sølv.